# Amtsgericht Geithain
Das Amtsgericht Geithain war von 1879 bis 1943/1952 ein Gericht der ordentlichen Gerichtsbarkeit und eines von 15 Amtsgerichten im Sprengel des Landgerichtes Leipzig mit Sitz in Geithain.

## Geschichte
Von 1856 bis 1879 bestand in Geithain das Gerichtsamt Geithain als erstinstanzliches Gericht. Mit den Reichsjustizgesetzen wurde das Gerichtsamt Geithain aufgelöst und das Amtsgericht Geithain als Nachfolger des Gerichtsamtes eingerichtet. Sein Sprengel bestand aus der Stadt Geithain und 23 Landgemeinden. Das Amtsgericht Geithain war eines von 15 Amtsgerichten im Bezirk des Landgerichtes Leipzig. Der Amtsgerichtsbezirk umfasste anfangs 20.467 Einwohner. Das Gericht hatte damals zwei Richterstellen und war damals eines der mittleren Amtsgerichte im Landgerichtsbezirk. Der Amtsgerichtsbezirk entsprach dem des Gerichtsamtes und umfasste Geithain, Altdorf, Bruchheim, Ebersbach, Eckersberg, Frauendorf, Hermsdorf, Hopfgarten, Kolka, Narsdorf, Nauenhain, Niederfrankenhain, Niedergräfenhain, Niederpickenhain, Oberfrankenhain, Oberpickenhain, Ossa, Ottenhain, Seifersdorf, Syhra, Tautenhain, Theusdorf, Wenigossa und Wickershain.
Im Jahre 1943 wurde das Amtsgericht Geithain kriegsbedingt zu einer Nebenstelle des Amtsgerichtes Borna herabgestuft und war nun nur noch für die freiwillige Gerichtsbarkeit zuständig. Mit dem Gerichtsverfassungsgesetz vom 2. Oktober 1952 wurden das Amtsgericht Geithain in der DDR aufgehoben und das Kreisgericht Geithain an seiner Stelle eingerichtet. Gerichtssprengel war nun der Kreis Geithain.

## Gerichtsgebäude

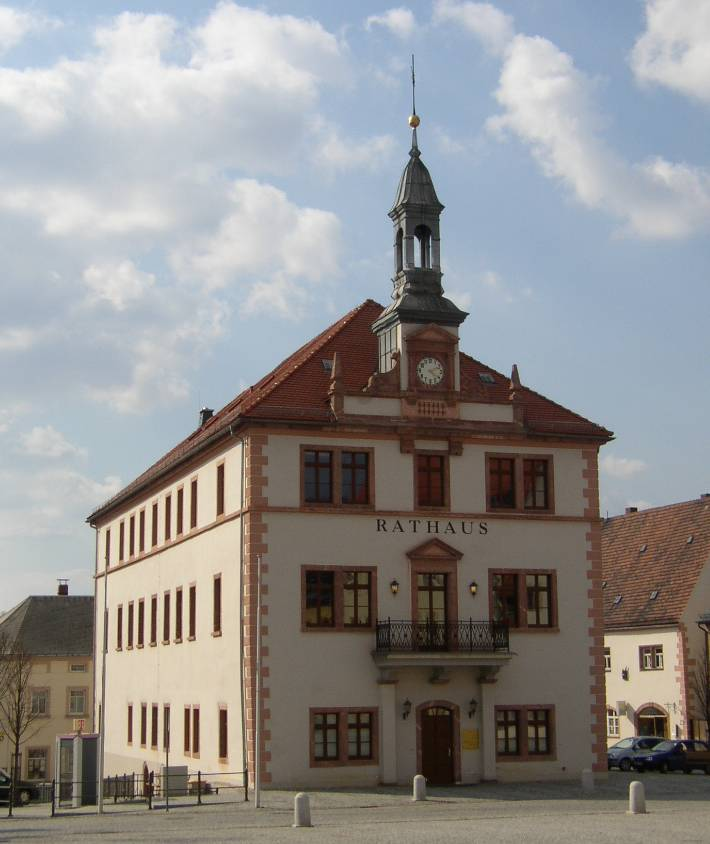
Heutiges Rathaus, früher Amtsgericht (2004)

Als Amtsgerichtsgebäude wurde das 1529 erbaute Gebäude Markt 11 genutzt. Nach Aufhebung des Amtsgerichtes wurde es als Rathaus genutzt. Es steht unter Denkmalschutz.